# Адела Нориега
Адела Нориега (на испански: Adela Noriega) е мексиканска актриса.

## Биография
Адела Амалия Нориега Мендес е родена на 24 октомври 1969 година в Мексико.

## Филмография
- 2008: Огън в кръвта – София Елисондо Асеведо
- 2005: Девствената съпруга – Вирхиния Алфаро
- 2003: Истинска любов – Матилде Пенялвер и Беристайн Куриел де Фуентес Гера
- 2001: Изворът – Алфонсина Валдес Риверо
- 1998: Право на любов – Кристина Миранда / Кристина Веларде Ернандес де Дувал
- 1997: Мария Исабел – Мария Исабел Санчес
- 1995: María Bonita – Мария Рейносо
- 1993: Guadalupe – Гуадалупе Самбрано Сантос
- 1989: Dulce desafío – Лусеро Сандовал
- 1987: Петнадесетгодишна – Марикрус Фернандес
- 1986: Yesenia – Йесения
- 1985: Un sábado más – Лусия
- 1985: Хуана Ирис – Ромина
- 1984: Principessa – Алина
- 1984: Cachún cachún ra ra! – Адела